# 어미음 탈락
음운론에서 어미음 탈락(apocope, /əˈpɒkəpi/)은 단어 끝 모음의 손실(엘리종)이다. 더 넓은 의미에서 이 용어는 단어의 최종 소리(자음 포함)가 손실되는 것을 의미할 수 있다.
학술 언어학자들은 (어미음 탈락의 작동에 따른) 결과 단어 형태를 어미음 소실(apocopation, 단어의 단축)이라고 부른다.

## 같이 보기
- 몬시뇰
- 엘리종